# Dmitry Orlov
Dmitry Orlov (em russo: Дми́трий Орло́в; nascido em 1962) é um engenheiro e escritor americano sobre assuntos relacionados ao "potencial declínio e colapso económico, ecológico e político nos Estados Unidos", algo que ele chamou de "crise permanente". Orlov acredita que o colapso será o resultado de enormes orçamentos militares, défices governamentais, um sistema político insensível e uma produção petrolífera em declínio.

## Biografia
Orlov nasceu em Novokuznetsk, Rússia, e mudou-se para os Estados Unidos aos 12 anos. Ele é bacharel em Engenharia da Computação e mestre em Linguística Aplicada. Ele foi testemunha ocular do colapso da União Soviética durante várias visitas prolongadas à sua terra natal, a Rússia, entre o final da década de 1980 e meados da década de 1990.
Em 2005 e 2006, Orlov escreveu uma série de artigos comparando a preparação para o colapso dos EUA e da União Soviética, publicados em pequenos sites relacionados com o Pico do Petróleo. O artigo de Orlov "Closing the 'Collapse Gap': the USSR was better prepared for collapse than the US"  foi muito popular no EnergyBulletin.Net.
Em 2006, Orlov publicou um manifesto online, " The New Age of Sail". Em 2007, ele e a sua esposa venderam o seu apartamento em Boston e compraram um veleiro, equipado com painéis solares e suprimento de propano para seis meses, capaz de armazenar uma grande quantidade de alimentos. Ele chama isso de "cápsula de sobrevivência". Ele usa uma bicicleta para transporte. Tendo trocado vodka por necessidades durante uma das suas viagens à Rússia pós-colapso, ele diz: "Quando nos deparamos com uma economia em colapso, deveríamos parar de pensar na riqueza em termos de dinheiro".

## Obras

### Reinventing Collapse(2008)
O livro de Orlov Reinventing Collapse: The Soviet Example and American Prospects, publicado em 2008, detalha ainda mais as suas opiniões. Ao discutir o livro em 2009, num artigo no The New Yorker, Ben McGrath escreveu que Orlov descreve a "sopa de colapso das superpotências" comum tanto aos EUA quanto à União Soviética: "um grave déficit na produção de petróleo bruto, um déficit comercial externo cada vez maior, um orçamento militar exagerado e uma dívida externa paralisante". Orlov disse ao entrevistador McGrath que nos últimos meses os profissionais financeiros começaram a compor mais a sua audiência, juntando-se aos "tipos de regresso à terra", aos "picos do petróleo" e àqueles por vezes chamados de forma pejorativa de "doomers".
Na sua resenha do livro, o comentador Thom Hartmann escreve que Orlov sustenta que a União Soviética sofreu um "colapso suave" por causa do planeamento centralizado em habitação, agricultura e transporte, deixando uma infraestrutura que os cidadãos privados podiam cooptar para que ninguém tivesse que pagar arrendamento ou ficar sem teto e as pessoas aparecessem para trabalhar, mesmo quando não eram pagas. Ele escreve que Orlov acredita que os EUA terão uma crise difícil, mais parecida com a República de Weimar da Alemanha na década de 1920.
Escrevendo no Creative Loafing, Wayne Davis considera as opiniões e histórias de Orlov uma leitura fácil para um assunto sério. Orlov dá conselhos práticos, como quando começar a acumular bens para fins de troca e a necessidade de comprar bens que sustentem as comunidades locais - "ferramentas manuais, medicamentos simples (e morfina), armas e munições, pedras de amolar, bicicletas (e muitos pneus com kits de remendo), etc." Orlov escreve: "Grande parte da transformação é psicológica e envolve abrir mão de muitas noções que fomos condicionados a aceitar sem questionar. Para se adaptar, você precisará de bastante tempo livre. Conceder a si mesmo esse tempo requer um salto de fé: você tem que assumir que o futuro já chegou." Ele também aconselha: "Além da questão da segurança pessoal, você precisará entender quem tem o que você precisa e como obtê-lo deles."
A resenha do EnergyBulletin Net afirma que "o principal objetivo de Orlov é fazer com que os americanos entendam o que significará viver sem uma economia, quando o dinheiro é virtualmente inútil e a maioria das pessoas não receberá nenhum rendimento de qualquer maneira porque estarão sem emprego". A revisão da autora Carolyn Baker observa que Orlov enfatiza que "quando confrontado com uma economia em colapso, deve-se parar de pensar em riqueza em termos de dinheiro". Os recursos e bens físicos, bem como as relações e ligações, valem mais do que dinheiro e aqueles que sabem como “fazer as coisas eles próprios” e operam à margem da sociedade terão melhor desempenho do que aqueles cujos rendimentos e estilos de vida caíram a pique.
O autor James Howard Kunstler, que foi descrito como "um dos maiores fãs de Orlov", mas nega ser um "completo 'colapsitarista'", descreveu o livro como uma "visão excecionalmente clara, autoritária, espirituosa e original de nossas perspetivas".
Nem todos os comentários foram favoráveis. Num artigo de 2009 na Mother Jones, Virginia Heffernan citou alguém que rotulou a posição de Orlov como "colapsitarismo", que ela acredita envolver "um desejo de colapso económico completo" e escreve que Orlov defende o "sobrevivencialismo burguês".

### The Five Stages of Collapse(2013)

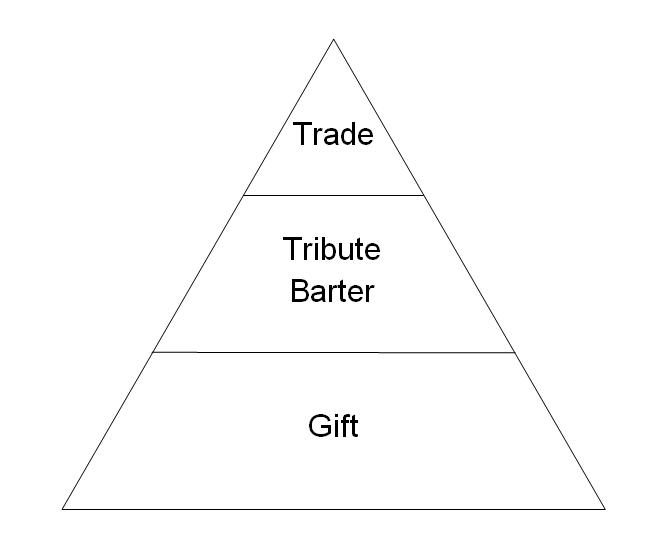
Pirâmide de relações económicas durante a maior parte da história humana, conforme descrito em The Five Stages of Collapse.

No seu livro The Five Stages of Collapse (2013), Dmitry Orlov descreve estes cinco estágios possíveis:
1. Colapso financeiro: instituições financeiras tornam-se insolventes e bancos fecham (exemplo dado: Islândia);
2. Colapso económico: escassez de bens essenciais e descomplexificação da economia;
3. Colapso político: a corrupção substitui os serviços governamentais;
4. Colapso social: perda de instituições sociais locais e guerra civil;
5. Colapso cultural: perda de empatia e humanidade;
6. Colapso ecológico (proposto após a publicação do livro[17]).

### Escritos mais recentes
Em 2019, Orlov sentiu que a maioria dos ingredientes que precipitaram o colapso dos Estados Unidos estavam presentes e que o único ingrediente que ainda faltava — uma derrota militar humilhante — estava em andamento:
A função dos militares dos EUA é intimidar outros países para que deixem os EUA comprar o que quiserem, imprimindo dólares americanos conforme necessário [...] Uma vez que a sua capacidade de intimidar o mundo até a submissão acabar [...] tudo o que restará do "país mais rico do mundo" é uma pilha de papel sem valor. Ninguém sabe exatamente quando esse momento chegará, mas não deverá precisar de cronometrar com exatidão, desde que possa planeá-lo. Recomendo que o faça – se ainda não o fez.
Da sua nova casa na região rural da Carélia, na Federação Russa, Dmitry Orlov aliou-se claramente ao Presidente russo Vladimir Putin, incluindo o apoio à invasão da Ucrânia em 2022 e repetindo as explicações da comunicação social estatal sobre a situação na Ucrânia, argumentando que se trata de uma "Operação Militar Especial" e não de uma guerra, e proclamando a honestidade e o sucesso do seu propósito declarado de "desmilitarização e desnazificação".